# Dompierre-les-Églises
Dompierre-les-Églises ist eine französische Gemeinde mit 373 Einwohnern (Stand 1. Januar 2022). Sie gehört zur Region Nouvelle-Aquitaine, zum Département Haute-Vienne, zum Arrondissement Bellac und zum Kanton Châteauponsac.

## Geografie
In Dompierre-les-Églises befand sich der höchste Punkt des Kantons Magnac-Laval. Die Gemeinde wurde 2015 zum Kanton Châteauponsac geschlagen. Durch die Gemeindegemarkung fließt die Brame. Die Nachbargemeinden sind Saint-Léger-Magnazeix im Norden, Saint-Hilaire-la-Treille im Nordosten, Saint-Sornin-Leulac im Osten, Châteauponsac im Südosten, Villefavard im Süden, Droux (Berührungspunkt) im Südwesten und Magnac-Laval im Westen.

## Bevölkerungsentwicklung
| Jahr      | 1962 | 1968 | 1975 | 1982 | 1990 | 1999 | 2008 | 2013 |
| --------- | ---- | ---- | ---- | ---- | ---- | ---- | ---- | ---- |
| Einwohner | 844  | 723  | 625  | 501  | 416  | 371  | 361  | 389  |

## Sehenswürdigkeiten

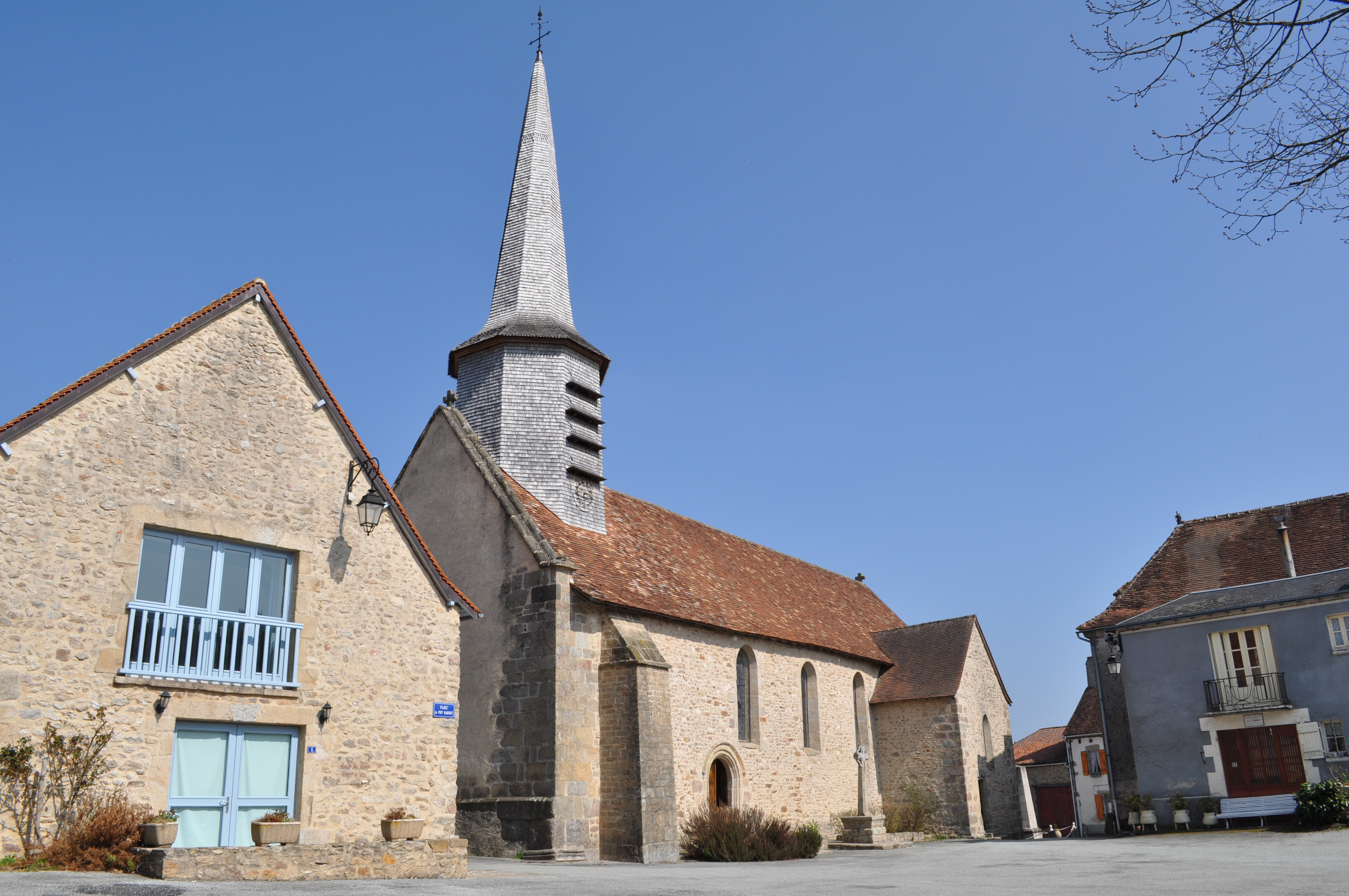
Kirche Saint-Pierre-et-Saint-Paul

- Kirche Saint-Pierre-et-Saint-Paul, Monument historique
- Schloss von Dompierre, datiert auf das 15. Jahrhundert, seit dem 22. Dezember 1986 ein Monument historique